# Zur Lüge gezwungen
Zur Lüge gezwungen (Originaltitel Forgotten Sins) ist ein US-amerikanisches Filmdrama von Dick Lowry aus dem Jahr 1996. Die Handlung beruht zum Teil auf dem Buch „Remembering Satan: A Tragic Case of Recovered Memory“ von Lawrence Wright aus dem Jahr 1994, in dem authentische Ereignisse beschrieben wurden, die Paul Ingram im Jahr 1988 erlebte.
 == Handlung ==
Der Film beginnt damit, Sheriff Matthew Bradshaw und das Verhältnis zu seiner Familie zu zeigen. Auf nahezu jedes Detail dieser ersten Szenen wird später Bezug genommen. In der ersten Szene spielt Bradshaw mit Kollegen und Freunden zuhause Poker. Sein kleiner Sohn (etwa acht Jahre alt) kommt im Schlafanzug dazu, der Vater geht sehr freundlich mit ihm um. Später kommt er ins Zimmer seiner beiden Töchter Laura und Rebecca (etwa 20 und 16). Sie hören eine Kassette mit Pop-Musik, der Vater reagiert wütend und nimmt sie ihnen weg. An der Zimmerwand hängt ein großes christliches Kreuz.
In einer der nächsten Szenen sieht man die ganze Familie in der Kirche. Es wird gemeinsam gesungen und gebetet, etwas lebhafter, als es in einer europäischen Kirche üblich wäre. Es gibt häufig Zwischenrufe wie „Preiset den Herrn“. Möglicherweise handelt es sich um eine charismatische Gemeinde.
In einer anderen Szene bringt ein Kollege von der Polizeiwerkstatt den Wagen einer der Töchter zurück, den er anscheinend als Freundschaftsdienst repariert hat. Bradshaw ruft seine Tochter, sie solle herauskommen und sich bei dem Mann bedanken. Sie ist noch nicht angezogen und kann nicht sofort herunterkommen. Bradshaw wird wütend und schreit immer lauter nach ihr.
Später folgt eine Unterhaltung zwischen Bradshaw und seiner Frau Roberta. Er beginnt damit, ob er ihren Sohn wohl zu sehr verwöhne, er wolle nicht den gleichen Fehler wie bei den Mädchen machen. Seine Frau versichert ihm, ihr Verhältnis sei eben etwas Besonderes, aber ganz normal. Dann dreht sich das Gespräch aber darum, dass er sich seinen Töchtern nicht richtig nahe fühlt. Seine Frau rät ihm, mit dem Pastor zu reden.
Parallel dazu fährt eine der Töchter auf eine „Christian Girls’ Retreat“. Bei dieser Wochenendveranstaltung sollen die Mädchen ihren Gefühlen freien Raum geben und über Dinge sprechen können, die sie belasten. Das Thema sexueller Missbrauch wird dabei nie angesprochen. Ein Mädchen, in der Mitte des Kreises sitzend, berichtet davon, wie ihr Bruder sie überredete, gemeinsam mit Skiern einen steilen Abhang hinunterzufahren, wobei er starb. Sie fühlte sich seitdem schuldig, obwohl es seine Idee gewesen war. Nachdem sie es ausspricht, wird sie von der Betreuerin umarmt und getröstet, alle anderen Mädchen kommen herbei und umarmen sie auch.
Die Bradshaw-Tochter wird zunehmend trauriger während der Veranstaltung, besonders während sie die Anteilnahme für das andere Mädchen beobachtet. Am Ende der Veranstaltung bricht sie weinend in den Armen der Betreuerin zusammen und sagt, ihr Vater hätte ihr schreckliche Dinge angetan.
Die Mädchen werden in einer Familie in der Gemeinde untergebracht, der Vater wird festgenommen.
Erst streitet er alles ab, aber auf die Frage, ob seine Töchter dann etwa lügen würden, antwortet er, dass sie gute Christinnen sind und das niemals tun würden. Plötzlich denkt er, dass er ihnen vielleicht doch etwas angetan haben könnte, und sich nur nicht mehr daran erinnert. Die verhörenden Polizisten setzen ihm zu, dass er doch gestehen wolle, er müsse sich nur mehr anstrengen, um sich zu erinnern. Er wolle doch seinen Töchtern keinen Prozess zumuten. Der Pastor besucht ihn und redet ihm ebenfalls zu, er müsse versuchen, sich zu erinnern. Gott werde nicht zulassen, dass er sich an falsche Dinge erinnere. Außerdem wird ein Polizeipsychologe hinzugezogen, der ihm ebenfalls zuredet, er müsse sich nur entspannen, den Kopf leer machen, und die Bilder kommen lassen.
Und so versucht Bradshaw sich während der Verhöre und auch dazwischen in seiner Zelle – dort mit Hilfe von Gebeten – zu erinnern. In späteren Rückblenden mithilfe von Tonbändern merkt man, wie das ablief: „Ein Mann steht neben mir.“ „Wer ist es?“ „Ich kann kein Gesicht sehen.“ „Strengen Sie sich an!“ „Jesus, hilf mir, das Gesicht zu sehen, gib mir ein Gesicht … Es ist … <Name eines Kollegen oder Nachbarn>.“
Die ersten Anschuldigungen der Mädchen besagen nur, der Vater sei ins Zimmer gekommen und habe sie vergewaltigt. Obwohl sie das Zimmer teilten, hat jedoch nie eine die Vergewaltigung der jeweils anderen bemerkt. Kurz darauf kommt hinzu, dass die Pokerkollegen ebenfalls beschuldigt werden. Zwei werden festgenommen und sitzen längere Zeit in Untersuchungshaft. Dann wird auch noch die Mutter beschuldigt, sie sei vorher ins Zimmer gekommen und habe die Mädchen „vorbereitet“. Plötzlich sind sie angeblich mit den Pokerkollegen an einen anderen Ort gefahren, wo satanische Riten vollführt wurden, einschließlich der Ermordung eines Säuglings. Im Laufe der Zeit sollen so zehn bis zwanzig Säuglinge ermordet worden sein und auf dem Grundstück vergraben. Ausgrabungen finden nichts als einen Elchknochen.
Auch die Mutter, die erst noch ihren Mann verteidigt und versucht, ihn von seiner Unschuld zu überzeugen, glaubt sich nach kurzer Zeit schuldig und meint, ihre Erinnerungen verdrängt zu haben – oder sie spielt es nur, um wenigstens das Sorgerecht für den Sohn zu behalten. Sie sei auch ein Opfer ihres Mannes, jetzt hätte der Heilungsprozess begonnen.
Die Polizei zieht den Psychologen Richard Ofshe hinzu. Dieser existiert real an der Berkeley-Universität. Er soll den Fall eigentlich wasserdicht machen. Ganz im Gegensatz dazu fördert er jedoch zu Tage, dass die Mädchen offenbar lügen oder fantasieren und der Vater sich die Erinnerungen selbst einredet. Ofshe redet mit den Mädchen und fragt nach Details der satanischen Rituale, etwa ob der „Magier“ von rechts oder von links an den Opferstein getreten sei, was für ein Kelch verwendet worden sei – auf alle Detailfragen wissen die Mädchen keine Antwort. Wenn sie separat neue Fragen gestellt bekommen, dann sind ihre Antworten nicht konsistent. Und ihre Aussagen passen nicht genau zu denen des Vaters. Generell sind die Aussagen von allen dreien extrem vage. Die Polizei und die Kirche begründen das damit, dass das bei verdrängten Erinnerungen eben so sei.
Ofshe testet Bradshaw: Er behauptet, eines der Mädchen hätte ausgesagt, der Vater sei mit ihr und einem Nachbarn oder Kollegen zu einem bestimmten See hinausgefahren und hätte sie dort gezwungen, mit ihm zu schlafen. Bradshaw kann sich erst nicht daran erinnern. In seiner Zelle bittet er Gott/Jesus wieder um Erinnerungen – und sie kommen. Am nächsten Tag bekennt er sich auch zu dieser Tat. Ofshe offenbart ihm, dass keines der Mädchen das gesagt hat, Ofhse selbst hat es erfunden. Er versucht Bradshaw klarzumachen, dass seine Erinnerungen Einbildungen sind, aber er dringt nicht zu ihm durch. Ofshe gibt den Expertenbericht ab, in dem steht, dass Bradshaw mit Sicherheit unschuldig ist und seine Erinnerungen falsch sind.
Später spricht der Verteidiger der anderen beiden inhaftierten Männer Ofshe auf dem Campus seiner Universität an. Ofshe versucht, keine Antworten zu geben, da er ja auf Seite der Staatsanwaltschaft in den Fall involviert ist und nicht mit der Verteidigung darüber sprechen darf. Der Richter müsse entscheiden, ob der Bericht der Verteidigung gegeben wird. Der Verteidiger sagt, dass er nicht glaubt, dass der Richter den Bericht hat, und er hat recht. Ofshe schickt den Bericht direkt an den Richter. Der Richter weist den Staatsanwalt wütend an, diesen Bericht sofort an die Verteidigung zu verteilen.
Bradshaw glaubt weiterhin an seine Schuld und bekennt sich in der Voranhörung schuldig, so dass es keinen Prozess gibt und seine Töchter nicht aussagen müssen. Ofshe geht entsetzt zu ihm und versucht ihn wiederum zu überzeugen, dass er unschuldig ist. In der nächsten Nacht betet Bradshaw wieder intensiv, doch nun verschwinden die Erinnerungen, ihm ist plötzlich klar, dass er unschuldig ist.
In der Urteilsverkündung kurz darauf, bei der auch seine Töchter und viele andere Personen im Publikum sitzen, sagt er, er habe seine Tochter nie missbraucht. Da er sich aber bereits schuldig bekannt hat, reagiert der Richter wütend, er lasse sich nicht an der Nase herumführen, und verurteilt ihn zu 20 Jahren Haft.

## Kritiken
Das Lexikon des internationalen Films schrieb, der Film thematisiere „sexuellen Mißbrauch“, „political correctness“ sowie „die Macht falscher Anschuldigungen“.

## Hintergrund
Paul Ingram, dessen Erlebnisse aus dem Jahr 1988 von Lawrence Wright beschrieben wurden, wurde in einer Gerichtsverhandlung schuldig gesprochen. Er wurde erst im Jahr 2003, nachdem er seine Strafe abgesessen hatte, freigelassen.